# Marlon Wayans
Marlon L. Wayans (New York, New York, 23. lipnja 1972.) je američki glumac, komičar, pisac i redatelj.
Poznat je po ulogama u filmovima "Mali čovjek", "Mrak film 1, 2"  "Bijeli komadi". Često glumi uz svojeg brata Shawna Wayansa.

## Rana karijera
Marlon je rođen u New Yorku kao treće djece od desetero braće. Sin Elvire i Howella Wayansa. Maturirao je 1990. godine u srednjoj školi u New York Cityu.

## Glumačka karijera
Pojavio se kao prolaznik u filmu "Im gonna git you Sucka" 1989. godine. 1992. godine pojavio se uz najstarijeg brata Damona Wayansa u filmu "No Money" u kojem ga je zapazila šira publika. Tada je sa Shawnom 1995. glumio u seriji "The Wayans Bros." koja je dokazala kako Wayansi imaju humora. Serija je trajala četiri sezone kada je ukinuta 1999.
Prvi samostalni film snimio je 1996., film se zvao "Nemoj biti zao dok ispijaš juice u predgrađu" i odmah su ga zapazili redatelji filma "Šesti igrač" u kojem po prvi puta glumi glavnu ulogu. 1998. glumio je u filmu "Bez osjeta" u kojem je glumio studenta koji će zbog novaca učiniti sve, pa čak i biti pokusni "kunić".
2000. godine glumio je u prvom nastavku "Mrak filma" koji je zaradio u prvom tjednu preko milijun dolara.
2001. glumio je u nastavku "Mrak filma" i opet se iskazao.
Nakon dužeg izbivanja iz svijeta glume, Marlon se vratio u filmu "Bijeli komadi" i opet zaradio mnogo novca.
2006. godine je s bratom Shawnom glumio u filmu "Mali čovjek" koji govori o sitnim lopovima koji na sve načine žele ukrasti dijamant, pa iako to značilo glumiti dijete.
2007. pojavio se u filmu "Norbit" s Eddijem Murphyem u glavnoj ulozi.

## Filmografija (najznačajnije)
| Godina | Film                                         | Uloga              |
| 1992.  | No Money                                     | Seymour Stewart    |
| 1996.  | Nemoj biti zao dok ispijaš juice u predgrađu | Loc Dog            |
| 1997.  | Šesti igrač                                  | Kenny Tyler        |
| 1998.  | Bez osjeta                                   | Darryl Witherspoon |
| 2000.  | Mrak film                                    | Shorty Meeks       |
| 2001.  | Mrak film 2                                  | Shorty Meeks       |
| 2004.  | Bijeli komadi                                | Marcus Copeland    |
| 2006.  | Mali čovjek                                  | Calvin             |
| 2007.  | Norbit                                       | Buster             |

## Privatni život
Marlon je oženjen Angelicom Zackary i s njom ima dvoje djece.

## Vanjske poveznice
- Marlon Wayans u internetskoj bazi filmova IMDb-u (engl.)